# Oracoli caldaici
Gli Oracoli caldaici (in greco antico: Χαλδαικὰ λόγια?, Chaldaikà lóghia) sono una raccolta di rivelazioni sapienziali riconducibile alla tradizione misterica greco-romana e risalente probabilmente alla fine del II secolo. Conservatasi soltanto in frammenti, l'opera è attribuita a Giuliano il Teurgo ed è incentrata sul culto del Sole e del fuoco, oltre che sulle pratiche della teurgia, diffuse nell'età ellenistica e imperiale.

## Contesto storico e culturale
Nei primi secoli dell'età imperiale si diffusero fenomeni filosofico-religiosi come lo gnosticismo, l'ermetismo e la teurgia. Al di là delle differenze, queste esperienze erano accomunate da alcuni elementi: il disprezzo per la materia e per il corporeo, la grande importanza che viceversa era attribuita a ciò che è spirituale, l'ansia per la salvezza e l'elevazione dell'anima umana, un complesso sistema metafisico che prevedeva anche entità mitiche personificate.
La teurgia, in particolare, consisteva in una serie di riti e pratiche magiche che, si riteneva, permettessero di interagire con divinità, dèmoni e spiriti. Secondo le fonti antiche, Giuliano il Teurgo, autore degli Oracoli caldaici, e suo padre erano due potenti maghi, capaci di provocare tempeste e fermare le pestilenze. Si racconta anche che Giuliano, grazie alle formule magiche del padre, fosse entrato in contatto con lo spettro di Platone. Era però una magia con scopi principalmente religiosi, riservata agli iniziati, attraverso la quale ci si proponeva di raggiungere la purificazione dell'anima.
Tra le pratiche impiegate c'era anzitutto la telestiké (τελεστική), che consisteva nella consacrazione di statue magiche: erano piccoli simulacri cavi che raffiguravano una divinità, in cui venivano inserite erbe o pietre magiche, così da indurre il dio a entrarvi per poterlo interrogare e ricevere oracoli. Un'altra pratica era la trance medianica: invece di una statua inanimata, era un essere umano a fungere da contenitore (δοχεύς) per il dio, che vi entrava in seguito all'invocazione (κλῆσις) da parte del teurgo. La teurgia conobbe una certa popolarità nel mondo greco-romano, soprattutto durante il regno dell'imperatore Giuliano (361-363), che si interessò in prima persona a queste pratiche.
Anche la filosofia, e in particolare quella neoplatonica, fu influenzata da queste correnti religiose, magiche, misteriche e irrazionaliste: la pratica filosofica assunse infatti lo scopo di consentire la fuga dalla materia per elevarsi verso il principio divino universale, e gli stessi maestri di filosofia iniziarono a presentarsi anche come guide spirituali. E così ai dialoghi platonici e agli scritti neopitagorici si affiancarono, come letture autorevoli, anche gli Oracoli caldaici, i testi orfici e i miti di Omero ed Esiodo (Siriano per esempio scrisse Sull'accordo di Orfeo, Pitagora e Platone con gli Oracoli). Si trattava d'altra parte di un tentativo di difendere il paganesimo dall'avanzata del cristianesimo, incorporando anche elementi provenienti da altre tradizioni religiose (come appunto quella caldaica).

## Origini del testo

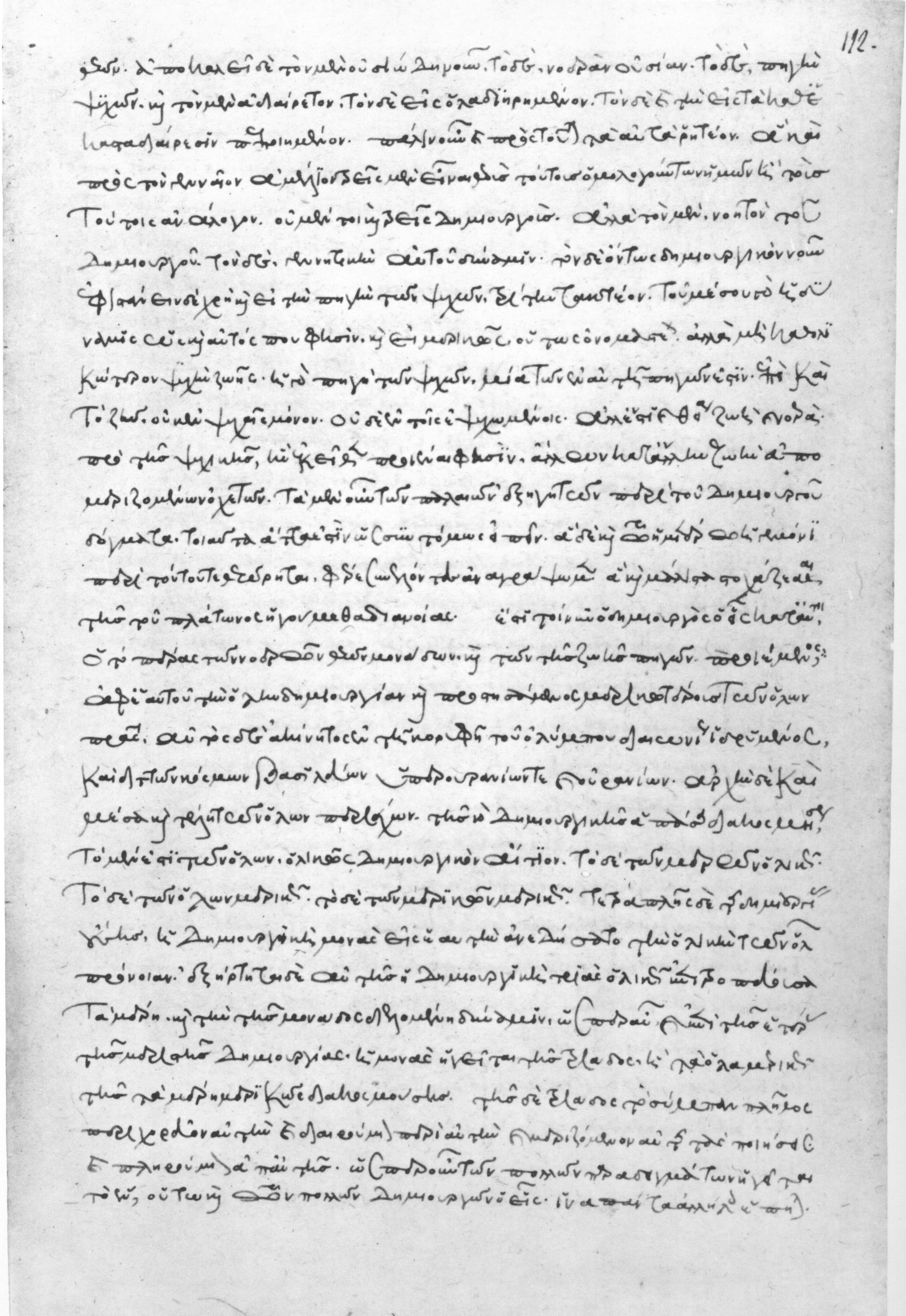
Il Commento al Timeo di Proclo è una delle principali fonti da cui sono tratti i frammenti degli Oracoli caldaici

Citazioni dagli Oracoli caldaici si trovano già nei testi di scrittori cristiani e filosofi pagani del III secolo. Le fonti antiche attribuiscono l'opera a Giuliano il Teurgo, attivo durante il regno di Marco Aurelio e figlio di un altro Giuliano, detto il Caldeo, che secondo la Suda fu autore di un trattato sui dèmoni. Sulla paternità dell'opera tuttavia non vi è certezza, anche se l'attribuzione a Giuliano il Teurgo è comunque giudicata plausibile, poiché lo stile e il contenuto degli Oracoli sono riconducibili alle esperienze religiose tipiche dell'età degli Antonini. Fu forse lo stesso Giuliano a coniare la parola teurgo (ϑεουργός) per distinguersi dai teologi (ϑεολόγοι): mentre questi ultimi parlano degli dèi, il teurgo agisce su di essi, invocandoli e costringendoli a fornire rivelazioni o a concedere benefici.
L'opera si presenta come una raccolta di oracoli pronunciati da un medium (δοχεύς) in stato di estasi. Non è però chiaro dove e come Giuliano abbia ottenuto queste rivelazioni mistiche: seguendo quanto scrive l'erudito bizantino Michele Psello, Giuliano potrebbe avere incontrato un medium e messo in versi le sue parole. È noto infatti che all'epoca era prassi comune trascrivere gli oracoli ufficiali. Inoltre, a far propendere per questa ipotesi sono anche l'oscurità e l'incoerenza del linguaggio e dei contenuti degli Oracoli, che possono effettivamente essere ricondotti a messaggi medianici.
Nonostante l'importanza che rivestì nella tarda antichità, il testo degli Oracoli caldaci si è conservato solo in forma frammentaria, attraverso le citazioni contenute nelle opere di diversi autori, come Proclo, Damascio e il già ricordato Michele Psello.

## Contenuto

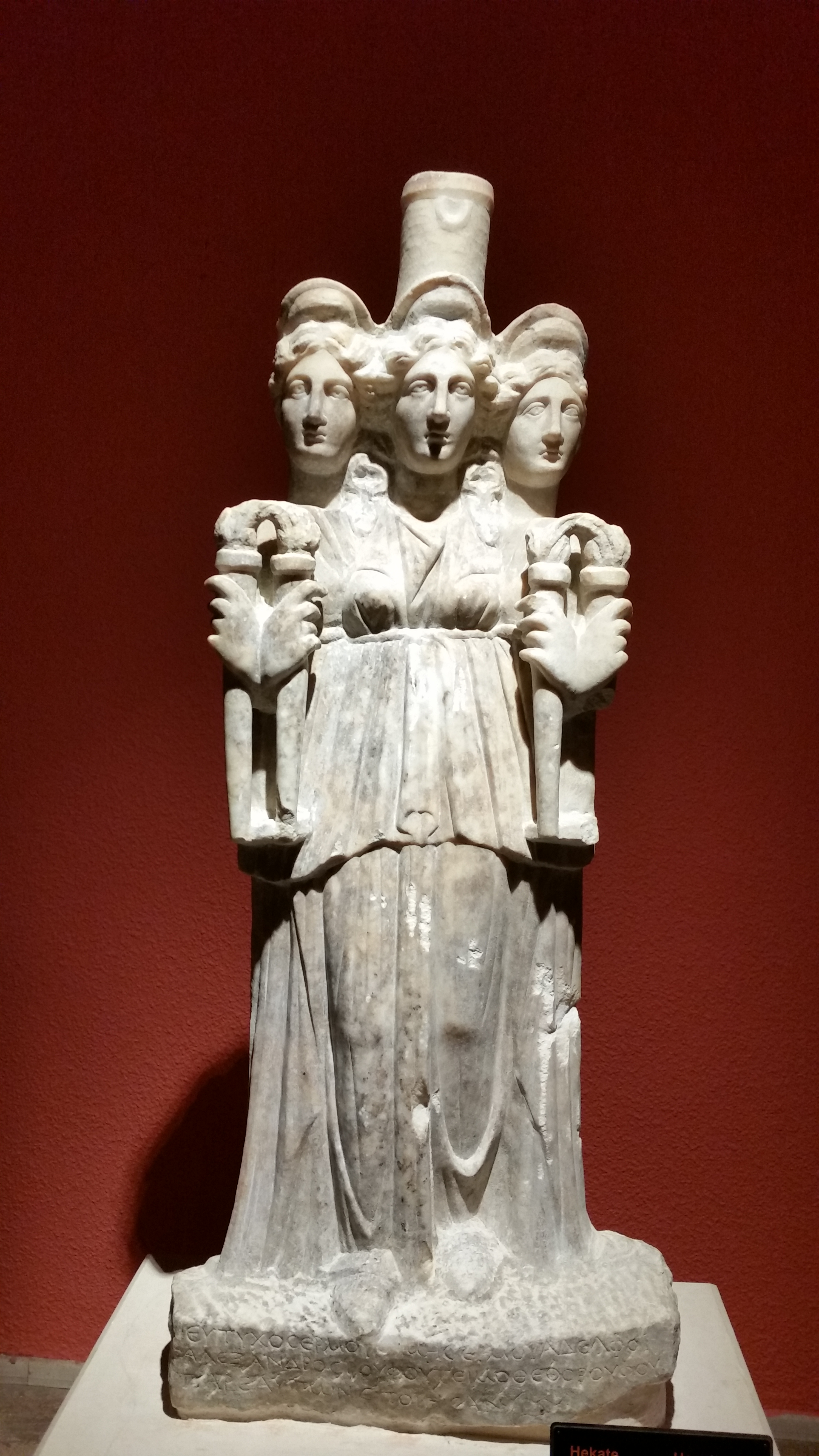
Statua di Ecate

La raccolta si compone di una serie di versi, scritti in esametri omerici, in cui viene rivelata la sapienza divina, con riferimenti al culto del fuoco, del Sole e di Ecate, la dea della magia. Il contenuto è affine a quello dei trattati del Corpus Hermeticum, ma a differenza di quest'ultimo, che si ricollega alla sapienza egizia, gli Oracoli caldaici fanno riferimento alla sapienza babilonese. Descrive inoltre un sistema metafisico chiaramente influenzato dal Neopitagorismo e dal medioplatonismo, che in particolare presenta elementi di contatto con il pensiero di autori come Numenio di Apamea. Purtroppo però la frammentarietà del testo crea alcune difficoltà interpretative.
La gerarchia della metafisica caldaica ha al suo vertice l'Intelletto (νοῦς), che viene chiamato anche Padre, intelletto paterno e «primo fuoco». Questo Primo Intelletto è separato dal mondo a lui sottostante, ma allo stesso tempo è responsabile della sua esistenza. Dal Padre viene emanata la sua Potenza (δύναμις), e da entrambi discende il Secondo Intelletto (chiamato anche «secondo fuoco»). La Potenza agisce come una «membrana noetica» (fr. 6) che divide il Primo dal Secondo Intelletto; inoltre la Potenza è strettamente legata al Primo Intelletto, perché è con esso, mentre il Secondo Intelletto proviene da esso. La Potenza preserva la trascendenza del Padre, ma allo stesso tempo rappresenta un collegamento con i livelli inferiori.
Tuttavia, il Padre agisce sulla materia non con la Potenza ma attraverso il Secondo Intelletto, che è un demiurgo, cioè l'artefice del cosmo. Il Padre, per primo, dà compiutezza alle cose e poi le passa al Secondo Intelletto, il quale, poiché viene dal Padre, è «intelletto di intelletto» (νοῦ νόος). Il Secondo Intelletto è una diade, perché ha lo sguardo rivolto in due direzioni, verso l'intuibile e verso il sensibile: dal Padre eredita dentro di sé, come propri pensieri, le idee e le usa per dare forma alla materia. Per questa sua attività di demiurgo, gli esseri umani finiscono per considerarlo, erroneamente, il vero dio (fr. 7). Gli Oracoli però mettono in guardia da questa convinzione e chiariscono che al di sopra c'è un Intelletto superiore, il Primo Intelletto appunto, che è una monade ed è completamente trascendente la realtà che gli esseri umani conoscono. Inoltre, viene detto anche che è al livello del Secondo Intelletto che le idee, riunite nel Padre in quanto suoi pensieri, vengono separate (fr. 37). Da qui, attraverso l'Anima del mondo, discendono verso il mondo materiale. Gli interpreti tendono a identificare l'Anima del mondo con Ecate. Al di sotto del Secondo Intelletto si trovano dèmoni e divinità minori, che fungono da intermediari tra i livelli, consentendo alle anime umane di riprendere contatto con la divinità e viceversa. Anche le anime umane, infatti, hanno un'origine divina, ma nella loro discesa, prima di cadere in corpi materiali, si sono ricoperte di un sottile strato di materia: solo dopo essersi perfettamente purificate, le anime possono ritornare al dio supremo.
Il Padre è «intuibile» (νοητόν) attraverso una particolare facoltà, chiamata il «fiore dell'intuire» (νόου ἄνϑος):
(Oracoli caldaici fr. 1; trad. di Angelo Tonelli)
La ragione umana consente di misurare le forme intellegibili, ma risulta inutile per conoscere il Padre. La conoscenza del Padre è infatti descritta come una conoscenza passiva, che è possibile ottenere solo con la calma, svuotando la propria mente e distogliendo lo sguardo dall'oggetto della ricerca, così da poterlo ricevere. I frammenti degli Oracoli caldaici si soffermano inoltre su divinità (come Eros), oggetti magici e rituali che derivano dal Padre e consentono di collegare i livelli inferiori con quelli superiori. Infatti, come osserva Giovanni Reale:
(Giovanni Reale, Gli scritti ermetici e gli oracoli caldaici in Storia della filosofia greca e romana, Milano, Bompiani, 2018, p. 1976)

## Fortuna dell'opera

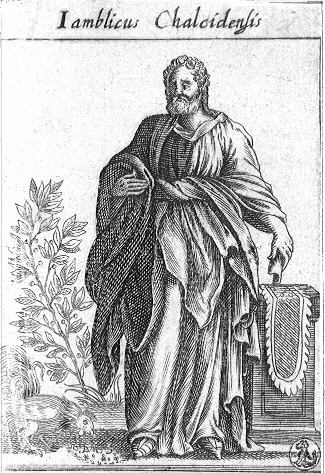
Giamblico

Gli Oracoli caldaici furono conosciuti già da Plotino, pertanto si trovano riferimenti ad essi nelle Enneadi. L'interesse verso gli Oracoli, però, crebbe successivamente. Già l'allievo di Plotino, Porfirio, si interessò alle pratiche rituali che permettevano di entrare in contatto con le divinità, allo scopo di raggiungere felicità e salvezza. Scrisse in particolare una lettera immaginaria a un sacerdote egiziano di nome Anebo, di cui si conservano stralci citati nelle opere di Giamblico, nella quale affrontava questioni rituali. Allo stesso tempo, però, criticava alcuni aspetti della teurgia che riteneva assurdi, su tutti la pretesa di controllare la volontà di un dio, un'entità di gran lunga superiore a un essere umano. Nella sua Risposta a Porfirio, Giamblico compì un passo ulteriore, presentando se stesso come difensore della tradizione teurgica. Rifiutando la dottrina plotiniana dell'anima non discesa, Giamblico infatti riteneva che l'anima fosse completamente immersa nella realtà sensibile e che non fosse in grado, con le sue sole forze, di risollevarsi. Da qui la necessità di chiedere aiuto a dèmoni e divinità: in questo modo, però, non si trattava più di un'ascesa di tipo filosofico (come in Plotino), ma di un percorso iniziatico attraverso pratiche magiche e manipolazione di oggetti.

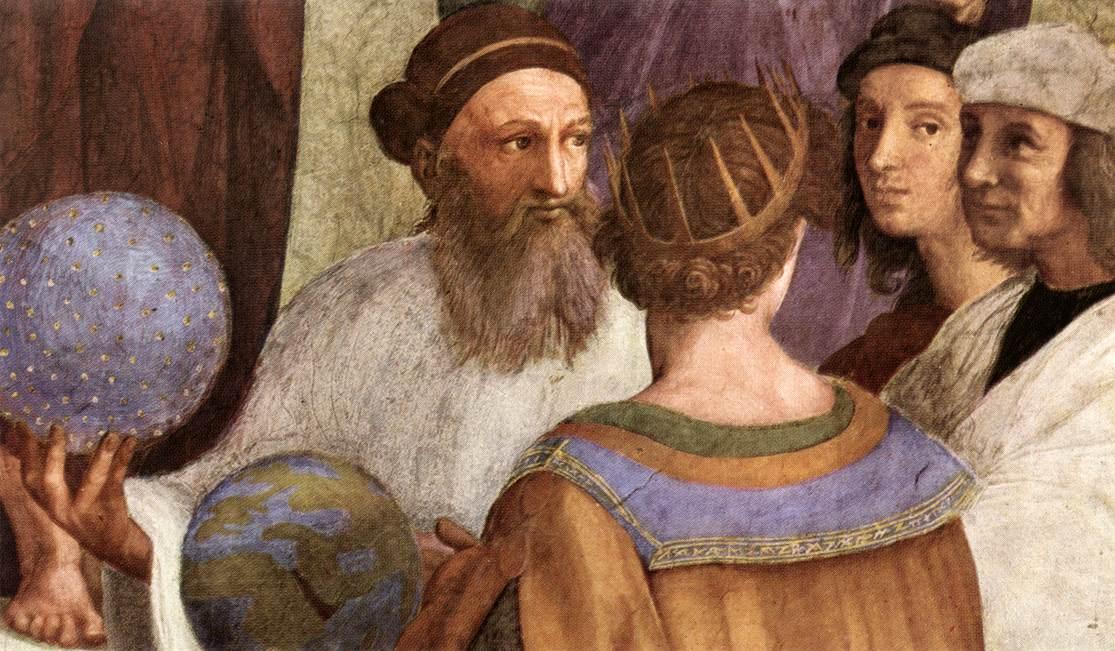
Zoroastro dipinto da Raffaello, che nel Rinascimento era ritenuto l'autore degli Oracoli caldaici

Nei decenni successivi l'interesse dei neoplatonici per gli Oracoli caldaici non diminuì: secondo la testimonianza di Marino di Neapoli, Proclo riteneva la raccolta tanto importante quanto il Timeo di Platone e le dedicò un commentario (oggi perduto). Lo stesso Proclo, peraltro, si dedicò alla teurgia ed ebbe delle visioni. Con l'affermazione del cristianesimo e il declino del paganesimo, la teurgia continuò a essere trasmessa, seppure in segreto, e gli Oracoli caldaici continuarono a esercitare il loro fascino. Damascio, ultimo scolarca dell'Accademia di Atene (chiusa nel 529), compose un commentario agli Oracoli (perduto) e li citò nel suo trattato Intorno ai primi principi, che rappresenta una delle principali fonti da cui sono tratti i frammenti dell'opera. Nell'XI secolo l'erudito bizantino Michele Psello scrisse degli Oracoli caldaici in varie sue opere. È probabile che Psello avesse ancora a disposizione il commentario di Proclo, che però andò perduto nei secoli successivi, così come il testo originale di Giuliano il Teurgo. Al filosofo e umanista Giorgio Gemisto Pletone, nel XV secolo, si deve una raccolta dei frammenti, che però attribuì al profeta Zoroastro.
La prima raccolta moderna dei frammenti risale alla fine dell'Ottocento e si deve a Wilhelm Kroll. Allo studio sistematico dei frammenti si è poi dedicato, negli anni cinquanta del Novecento, Hans Lewy, che ne ha pubblicati di nuovi e ha proposto un'interpretazione che ne ricostruisce il contesto religioso. La raccolta di riferimento è però quella curata dal filologo francese Édouard Des Places.